# Manhunt international 1995
Manhunt international 1995 fut la troisième édition du concours mondial de beauté masculine Manhunt international. Le concours se déroula à Singapour pour la première fois. Parmi les 35 candidats de cette année (24 l’année précédente), ce fut Albe Geldenhuys d’Afrique du Sud qui succéda au Grec Nikos Papadakis.

## Résultats

### Classement
| Place                      | Candidat |
| -------------------------- | --- |
| Manhunt international 1995 | - Afrique du Sud – Albe Geldenhuys |
| 1er dauphin                | - Inde – Dino Morea |
| 2e dauphin                 | - États-Unis – David Arnold |
| 3e dauphin                 | - Porto Rico – Javier Rodriguez |
| 4e dauphin                 | - Inde – Rinat Khismatouli |
| Demi-finalistes            | - Australie – Peter Poles - Belgique – Sascha Leurs - France – Axel Lux - Indonésie – Irvan Mahmud - Salvador – Jaime Paz - Singapour – Ismail Mohd Tahir - Thaïlande – Vasharagait Bunpuckdee |

### Récompenses spéciales
| Titre                                             | Candidat                           |
| ------------------------------------------------- | ---------------------------------- |
| M. Talent (Mr Talent)                             | Belgique – Sascha Leurs            |
| M. Personnalité (Mr Personality)                  | Kazakhstan – Rinat Khismatouline   |
| Prix de la vitalité (Vitality Award)              | Afrique du Sud – Albe Geldenhuys   |
| Prix idéal (Ideal Award)                          | Malaisie – Alvin Low Dai Wen       |
| Meilleur physique (Best Physique)                 | États-Unis – David Arnold          |
| Meilleur jeune marié (Best Groomed)               | Belgique – Sascha Leurs            |
| Meilleure tenue (Best Dress)                      | France – Axel Lux                  |
| Prix Sun Smart (Sun Smart Award)                  | Afrique du Sud – Albe Geldenhuys   |
| Meilleur costume national (Best National Costume) | Sri Lanka – Tuan Tarique Badurdeen |

## Participants
- Afrique du Sud - Albe Geldenhuys
- Allemagne - Andreas Sasse
- Australie - Peter Poles
- Autriche - Rainer Kantz
- Belgique - Sascha Leurs
- Bolivie - Eduardo Chavez
- Brésil - Antonio Robson Picoli
- Chypre - Menelaos Michaelides
- Danemark - David Johnson
- Estonie - Andres Lints
- États-Unis - David Arnold
- Fidji - Peni Finekaso
- France - Axel Lux
- Grèce - Yianni Spaliaras
- Guatemala - Julio Seliman
- Hong Kong - Hugo Ting
- Hawaï - Jeromy Mello
- Inde - Dino Morea
- Indonésie - Irfan Mahmud
- Kazakhstan - Rinat Khismatouline
- Lettonie - Didzis Krauze
- Malaisie - Alvin Low Dai Wen
- Népal - Prashanta Tamrakar
- Nouvelle-Zélande - Kelly Greene
- Philippines - Roy de Guzman
- Porto Rico - Javier Rodriguez
- République dominicaine - Hector Peralta
- Roumanie - Mihai Florea
- Royaume-Uni - Johnathan Hayes
- Salvador - Jaime Paz
- Singapour - Ismail Mohd Tahir
- Sri Lanka - Tuan Tarique Badurdeen
- Suisse - Antonio Ferraro
- Thaïlande - Vasharagait Bunpuckdee
- Turquie - Onder Bekensir